# Seznam ameriških poslovnežev
Seznam ameriških poslovnežev.

## A
Alvin Adams - Annie Montague Alexander - William Allen (lojalist) - Robert Abplanalp - Ralph Alvarez - Susan Arnold - John Jacob Astor - Norman Ralph Augustine -

## B
Bruce Edward Babbitt - Steve Ballmer - Angela Batinovich - Charlotte Beers - Glen Bell - Edward Bernays - Jeff Bezos - Charles Alden Black - George Anderson Black - Arthur Blank - John Rusling Block - Michael Bloomberg - F. Nelson Blount - Sergey Brin - Warren Buffett - Samuel P. Bush - Charles Butt -

## C
Joseph A. Campbell - Jim Cantalupo - Dixie Carter (TNA) - Jimmy Carter - Joseph Carter Abbott - Barbara Cassani - Louis Chevrolet - Walter Chrysler - Yvon Chouinard - Jim Clifton - Roy Cohn - Jerry Colangelo - Terry Considine - Tim Cook - Pat Croce - John Christopher Cutler - 

## D
Justin Whitlock Dart - Mark Dayton - John De Lorean - Fred De Luca - Edward J. DeBartolo - Wendi Deng - Timothy Dexter - John Francis Dodge - Charles Dolan - Donald Wills Douglas starejši - Albert J. Dunlap - William C. Durant

## E
Stephen Guernsey Cook Ensko - Lawrence Joseph Ellison (Larry Ellison) - Ole Evinrude

## F
Erastus Fairbanks - David Filo - Charles Ranlett Flint - John Murray Forbes - Henry Ford - Theodore J. Forstmann - 

## G
Bill Gates - Amadeo Giannini - Alfred Carlton Gilbert - George N. Gillett mlajši - Avram Glazer - Malcolm Irving Glazer - Kate Gleason - Tom Golisano - Benjamin Goodrich - Richard Grasso - Harry Gray - William H. Gray III. - Benjamin Guggenheim - Meyer Guggenheim - Solomon R. Guggenheim - 

## H
Bob Haas - Walter A. Haas starejši - Walter A. Haas mlajši - John Harker - William F. Harnden - William Randolph Hearst - William Hewlett - Conrad Hilton mlajši - Leo Hindrey - Herman Hollerith - Johns Hopkins - E. F. Hutton - 

## I
Lee Iacocca (Lido Anthony) (1924-2019) 

## J
Jeanne P. Jackson - Candido Jacuzzi - Leonard Jerome - Steve Jobs - Michael Johns - F. Ross Johnson - Jim Justice

## K
Henry J. Kaiser - Will Keith Kellogg - Donald M. Kendall - Joseph Patrick Kennedy - Carolyn Kepcher - Shakir al Khafaji - Bernard Klein - William S. Knudsen - Charles Komarek - Charles Koppelman - Robert Kraft - Ray Kroc

## L
Kenneth Langone - Herman Lay - John F. Lehman - Judith Leiber - Carl Lindner mlajši - Alan W. Livingston - Scott Lynch - 

## M
Bernard Marcus - Mike Markkula - Lelio Marino - Stu Maschwitz - Richard in Maurice McDonald - James Smith McDonnell - Andrew J. McKenna - Todd Andrew Meister - Elmer Carl Mercury - Marten Mickos - Robert Mondavi - Samuel Morgan - Robert S. Morrison - David G. Mugar - Elon Musk -

## N
Robert Nardelli - Charles W. Nash - 

## O
Amedeo Obici - Gregory Olsen - 

## P
David Packard - Larry Page - William S. Paley - Samuel J. Palmisano - George Safford Parker - Sean Parker - Andrew Patti - Henry Paulson mlajši - Ross Perot - T. Boone Pickens mlajši - James K. Polk - Edmund Ward Poor - Albert Augustus Pope - Henry Kirke Porter - Ingo Preminger - George Pullman -

## Q
Michael R. Quinlan

## R
Vivek Ramaswamy - Drew Rosenhaus - George H. Ross - Anthony T. Rossi - Thomas Fortune Ryan - 

## S
Henry W. Sage - Colonel Sanders - Arun Sarin - Jay Sarno - Henry Schacht - Eric Emerson Schmidt - Michael Scott - Larry Silverstein - (Carlos Slim) - Alfred P. Sloan - Karsten Solheim - Harry J. Sonneborn - George Soros - Warren Staley - Ellsworth Milton Statler - Martha Stewart - Henry Strong - Alexander McCormick Sturm - Arthur Hays Sulzberger - Arthur Ochs Sulzberger starejši - Arthur Ochs Sulzberger mlajši - 

## T
Myron C. Taylor - John Templeton - Dave Thomas - Lowell Thomas - Seth Thomas - Wendy Thomas - Dennis Tito - George Francis Train - Harry Clay Trexler - Solomon Trujillo - Fred Trump - Donald Trump - Ivanka Trump - James Walker Tufts - Fred L. Turner - Ted Turner

## V
Henry Clay VanNoy - Gary Vaynerchuk

## W
Samuel D. Waksal - Jimmy Wales - Robert D. Walter - S. Robson Walton - Dennis Washington - Bruce Wasserstein - Andrew Welch - Payne Whitney - Joan Whitney Payson - Brian Whitworth - Charles Erwin Wilson - Oliver Winchester - Steve Witkoff

## Y
Owen Young - 

## Z
Mark Zuckerberg